# (4395) Danbritt
(4395) Danbritt est un astéroïde de la ceinture principale.

## Description
(4395) Danbritt est un astéroïde de la ceinture principale. Il fut découvert le 2 mars 1981 à Siding Spring par Schelte J. Bus. Il présente une orbite caractérisée par un demi-grand axe de 2,99 UA, une excentricité de 0,09 et une inclinaison de 10,1° par rapport à l'écliptique.

## Compléments